# 三洋铁路
三洋铁路是中国大陆一条建设中的铁路，大致连接河南省三门峡市地区与江苏省如东县洋口港。
其走向为河南三门峡市，向东经禹州、许昌、鄢陵、扶沟、柘城县安平镇、鹿邑、太康、安徽亳州、涡阳、蒙城、怀远、蚌埠、五河、江苏盱眙、天长、扬州、泰州、南通至如东县洋口港。其中，禹州至太康段由原窄轨禹郸铁路改建而成；郏县至亳州段又被称为“禹亳铁路”；亳州至蚌埠段计划并入南京至亳州城际铁路；扬州以东线路与宁启铁路共线。

## 与其他铁路的连接
- 三门峡：陇海铁路
- 汝州：焦柳铁路
- 禹州：平禹铁路
- 许昌：京广铁路
- 太康：衡潢铁路
- 亳州：京九铁路
- 蚌埠：京沪铁路、淮南铁路
- 天长：在天长市境内与宁淮铁路共线[3]
- 扬州：宁启铁路